# Как я открыл огонь
«Как я открыл огонь» (англ. As I Opened Fire) — картина в стиле поп-арт, созданная американским художником Роем Лихтенштейном в 1964 году. Она выполнена акриловой краской «Magna» на холсте. Ныне картина хранится в Городском музее Амстердама. Источником для Лихтенштейна послужили рисунки Джерри Гранденетти из комикса «Wingmate of Doom» в серии «All American Men of War», номера 90 (март-апрель 1962), опубликованного издательством «DC Comics».

## Детали
Имеющий размеры 170 на 430 см «Как я открыл огонь» представляет собой триптих, обладающий вербальной и временной целостностью. В 1972 году он был расценён как "...пожалуй, самое амбициозное упражнение Лихтенштейна в странном объединении визуально (как и образно) враждующих элементов." На картине запечатлены несколько секунд воздушного боя, она основана на трёх рисунках с повествованием, которое Лихтенштейн изменил, чтобы улучшить его формальную взаимосвязанность. Арт-критик Люси Липпард отмечала её очень эмоциональное содержание, и вместе с тем беспристрастное безличное обращение. 